# Bergelon
Bergelon est un roman de l'écrivain belge Georges Simenon, paru en 1941.

## Résumé
Bergelon est un petit médecin de quartier dans la ville où son père exerçait avant de sombrer dans l'alcoolisme. La proposition de Mandalin, son confrère fortuné, l'attire : au premier client qu'il enverra à la clinique privée que Mandalin dirige, il touchera les honoraires complets. Pour les interventions suivantes, ce sera la moitié. Cosson, un employé de banque, veut que sa femme ait un très bon accoucheur et Bergelon lui conseille la clinique de Mandalin. Voilà le premier client trouvé ! Hélas, par la faute de Mandalin, ivre ce soir-là, la mère et l'enfant meurent. Cosson, qui découvre la vérité, pourchasse Bergelon : il songe à le tuer. Le « petit docteur » n'essaie pas de lui échapper. Cosson s'est installé auprès de Cécile, sa maîtresse, jeune prostituée qui passe chaque semaine la visite chez Bergelon. Celui-ci, qui comprend les réactions de Cosson, le rencontre au cours d'une entrevue émouvante, et Cosson, s'il ne renonce pas à son projet, en retarde l'exécution. Cécile, cependant, conseille par prudence à Bergelon de s'éloigner : il prendra donc des vacances. Sur la plage de Riva-Bella où il se repose, seul, pendant quelques jours, allongé aux côtés d'Edna, sa maîtresse de la veille, Bergelon aperçoit Germaine, son épouse arrivée à l'improviste. Alors il décide de fuir. Fuir Germaine qui voit tout en noir, fuir Annie et Emile, ses enfants, qui le jugent, fuir peut-être aussi Cosson qui, ayant obtenu son adresse, lui a écrit une lettre sous l'emprise d'un déséquilibre croissant. Après avoir erré plusieurs jours, c'est à Anvers qu'il échoue, à Anvers où tout est possible, où tout peut recommencer puisqu'un ami d'enfance, retrouvé par hasard, lui propose un engagement à bord d'un bateau qui va à Trébizonde. Mais, rejoint par un télégramme de Cosson, il accepte de le rencontrer à Paris, près de la gare du Nord. Au terme d'une dernière entrevue, c'est Cosson qui s'embarquera sur un cargo, pour l'aventure en Haute-Volta. Bergelon, lui, reprendra son existence monotone à Bugle, entre Germaine, les enfants et les clients, avec, de temps en temps, une échappée auprès de la petite Cécile...

## Aspects particuliers du roman
Le roman permet de dégager une double introspection psychologique : celle de Bergelon qui s’analyse en faisant référence à la médiocrité de son milieu ; celle de Cosson, victime d’un drame qui déclenche un processus d’échec. C’est le récit d’une crise qui met à nu le fond des personnages. 

## Fiche signalétique de l'ouvrage

### Cadre spatio-temporel

#### Espace
Bugle, petite ville sur la Loire. Riva-Bella. Anvers. Paris.

#### Temps
Époque contemporaine.

### Les personnages

#### Personnage principal
Elie Bergelon. Docteur en médecine. Marié, deux enfants. 33 ans.

#### Autres personnages
- Cosson, employé de banque, la trentaine
- Cécile, fille publique et maîtresse de Cosson
- Germaine, épouse de Bergelon.

## Éditions
- Édition originale : Gallimard, 1941
- Tout Simenon, tome 22, Omnibus, 2003  (ISBN 978-2-258-06107-1)
- Folio Policier n° 625, 2011  (ISBN 978-2-07-030426-4)
- Romans durs, tome 5, Omnibus, 2012  (ISBN 978-2-258-09359-1)
- Romans durs, tome 5, Omnibus, 2023  (ISBN 978-2-258-20262-7)

## Source
- Maurice Piron, Michel Lemoine, L'Univers de Simenon, guide des romans et nouvelles (1931-1972) de Georges Simenon, Presses de la Cité, 1983, p. 100-101  (ISBN 978-2-258-01152-6)